# Lišaj lipový
Lišaj lipový (Mimas tiliae), známý také pod starším názvem zubokřídlec lipový, je motýl z čeledi lišajovitých. Patří k nejhojnějším lišajům České republiky.

## Rozšíření
Je zástupcem eurosibiřské fauny, vyskytuje se na širokém území od Britských ostrovů až po dalekou Sibiř. Nevyskytuje se v Irsku.
Vyskytuje se hojně na celém území ČR, lze se s ním setkat v zahradách, parcích, na okrajích listnatých a smíšených lesů, v lipových alejích i u solitérních lip. V horách byl pozorován i ve výšce 1500 m n. m.

## Popis

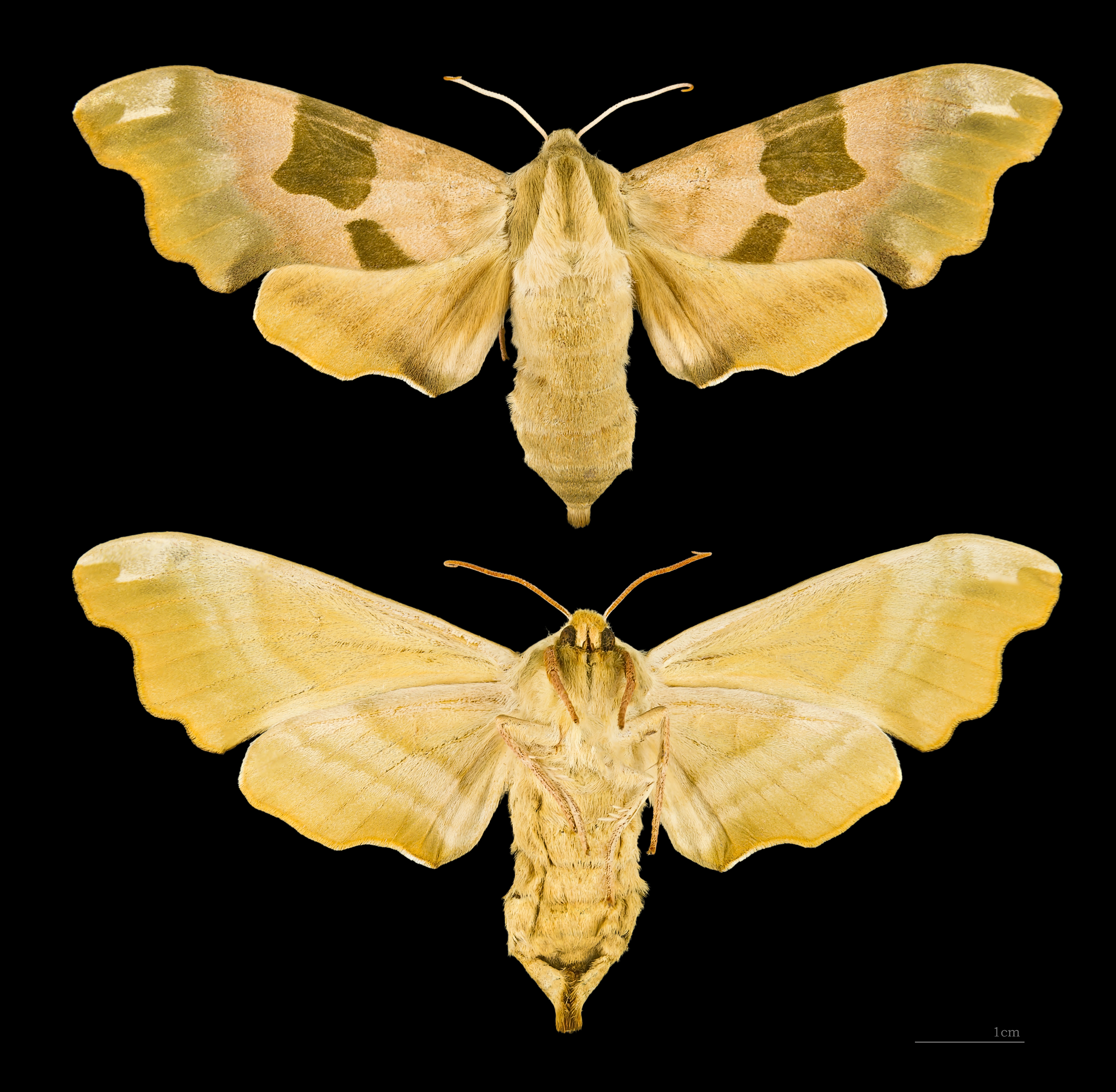
Sbírkový exemplář (samice)
(svrchní a spodní pohled)

Lišaj lipový patří s délkou předního křídla 36–40 mm ke středně velkým lišajům. Zbarvení, zejména pokud se jedná o přední křídla, může být dosti variabilní co do kresby i odstínu. Běžně je základní barvou zelenošedá, ale tón může kolísat na jednu stranu k zelenavé, na stranu druhou až k rezavé či okrové barvě. Středem předních křídel probíhá tmavší pás (zpravidla hnědé barvy), který se u některých jedinců může rozpadat na dvojici skvrn. Barva těla je shodná s barvou křídel, hruď má po stranách tmavší kresbu. První pár nohou je růžově hnědý, další dva páry jsou světlejší, v barvě těla. Sosák je krátký. Když motýl odpočívá, je velmi podobný suchému listu.
Vajíčka jsou zelená, housenky také. Stejně jako housenky příbuzného lišaje pavího oka mají trojbokou hlavu, mírně bělavě zrnitý povrch těla s šikmými bílými pruhy na jednotlivých článcích, a namodralý růžek na konci těla. Od housenek lišaje pavího oka se odlišují zejména žlutohnědou ploškou na anální chlopni, také hlava je více zelená než namodralá. Housenky žijící v suchém létě nebo na podzim mohou mít navíc na některých článcích párové rezavé skvrny. Před kuklením housenky tmavnou a získávají šedo-modro-růžový odstín (viz obrázek v galerii níže).
Kukla je černohnědá, matná a má mírně klenutý hřbet.

## Bionomie
Motýli se vyskytují od května do července, v teplých letech až do září. Mají tendenci naletovat na světlo. Oplodněné samičky kladou vajíčka na spodní stranu listů živných rostlin.
Housenky žijí od července do září na rozličných listnáčích – přednostně na lípách, ale také na dubech, vrbách, olších, břízách či třešních. Lze je nalézt odpočívající na spodině listů spodních větví stromu. Stejně jako housenky ostatních lišajů, také housenky lišaje lipového jsou často napadány parazity.
V závěru vývoje housenky slézají z živného stromu a kuklí se v jeho blízkosti, nehluboko v zemi. Kukla přezimuje.

## Galerie

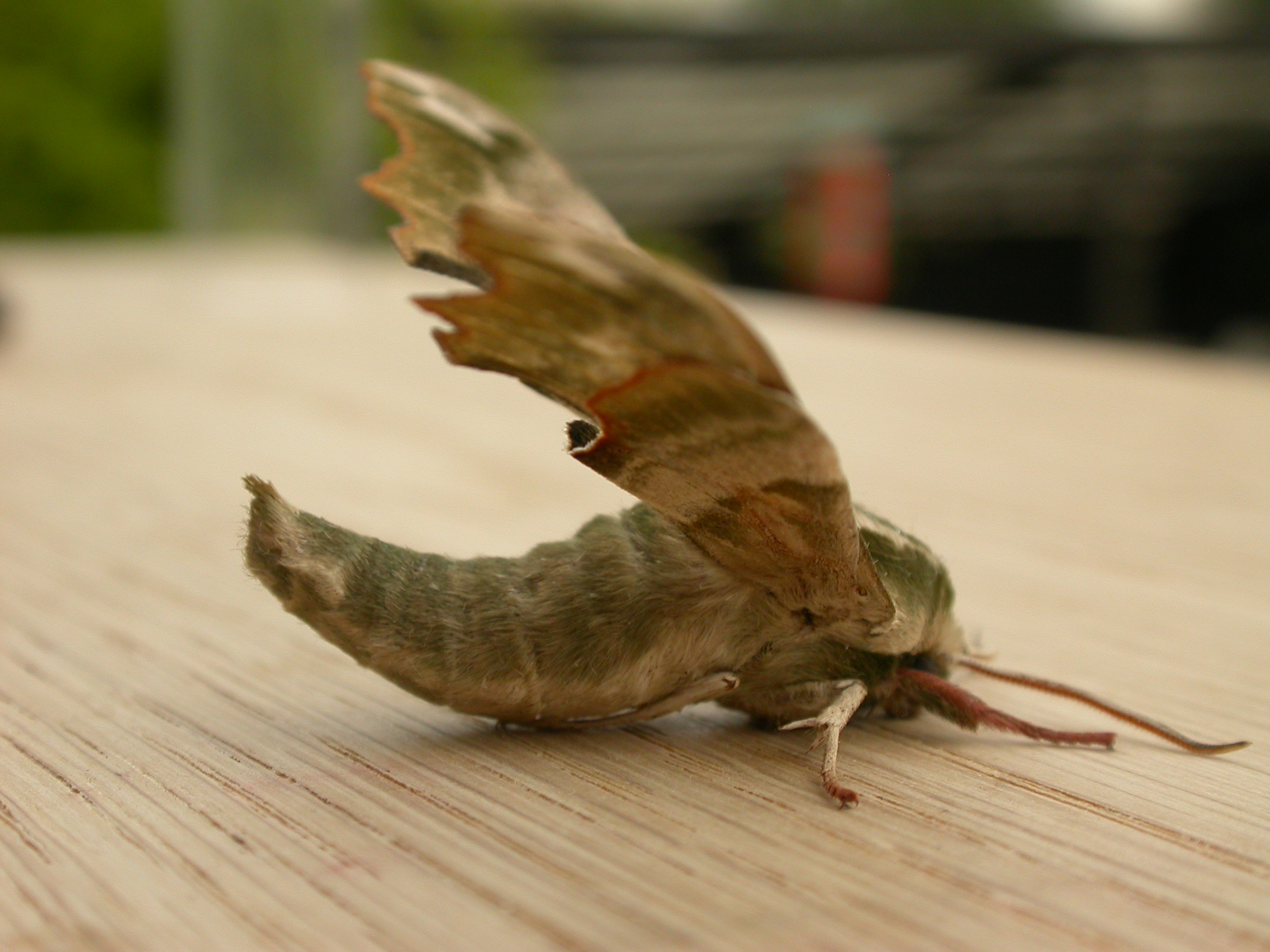
Boční pohled
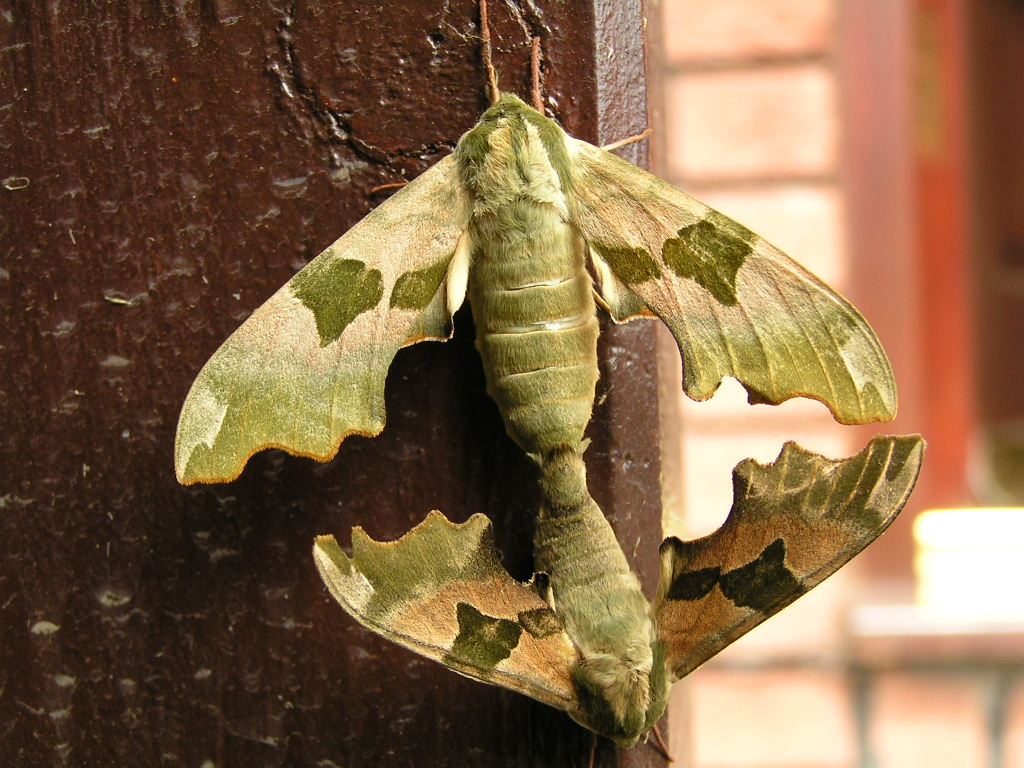
Páření (samice nahoře)
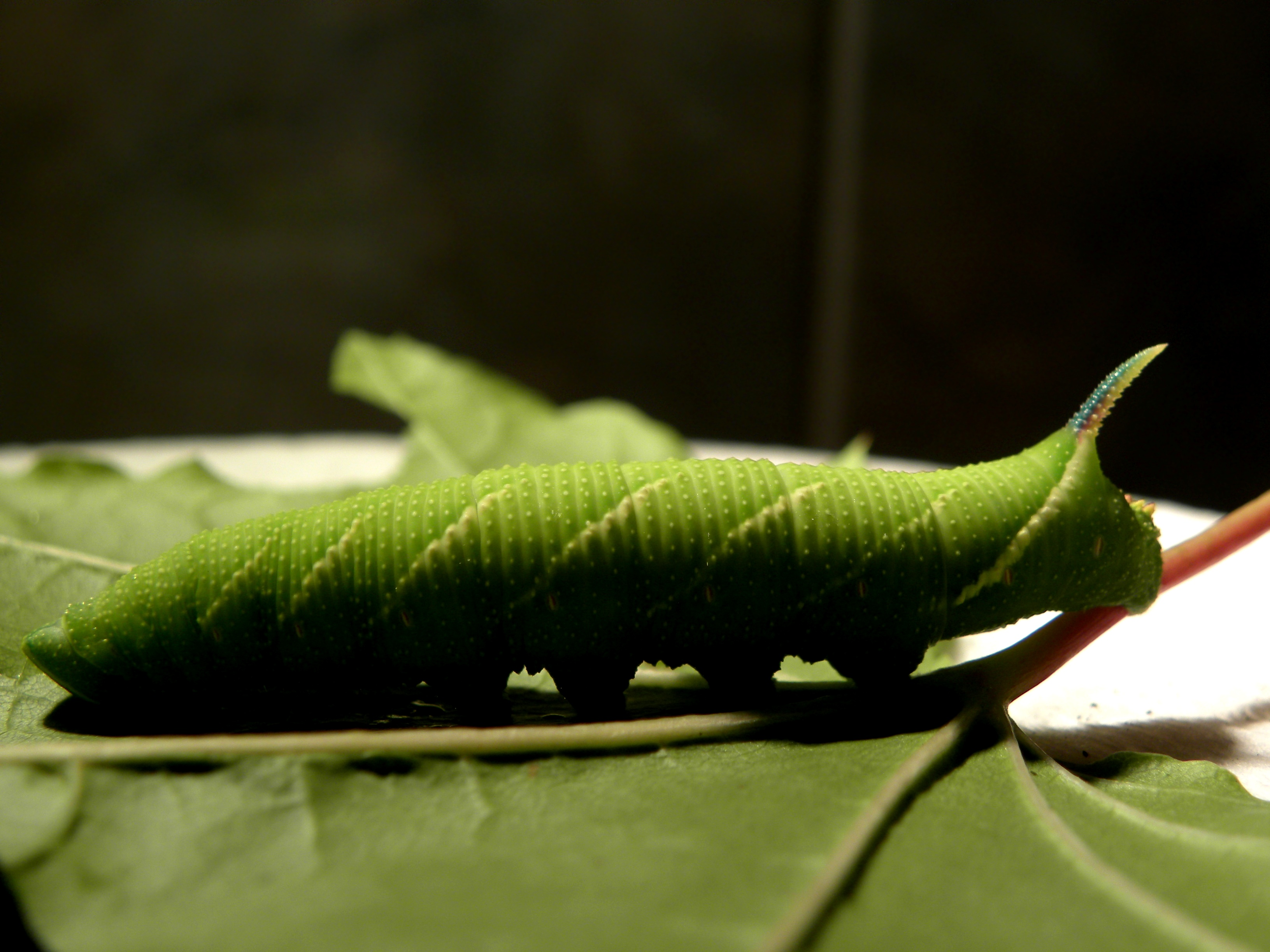
Housenka lišaje lipového
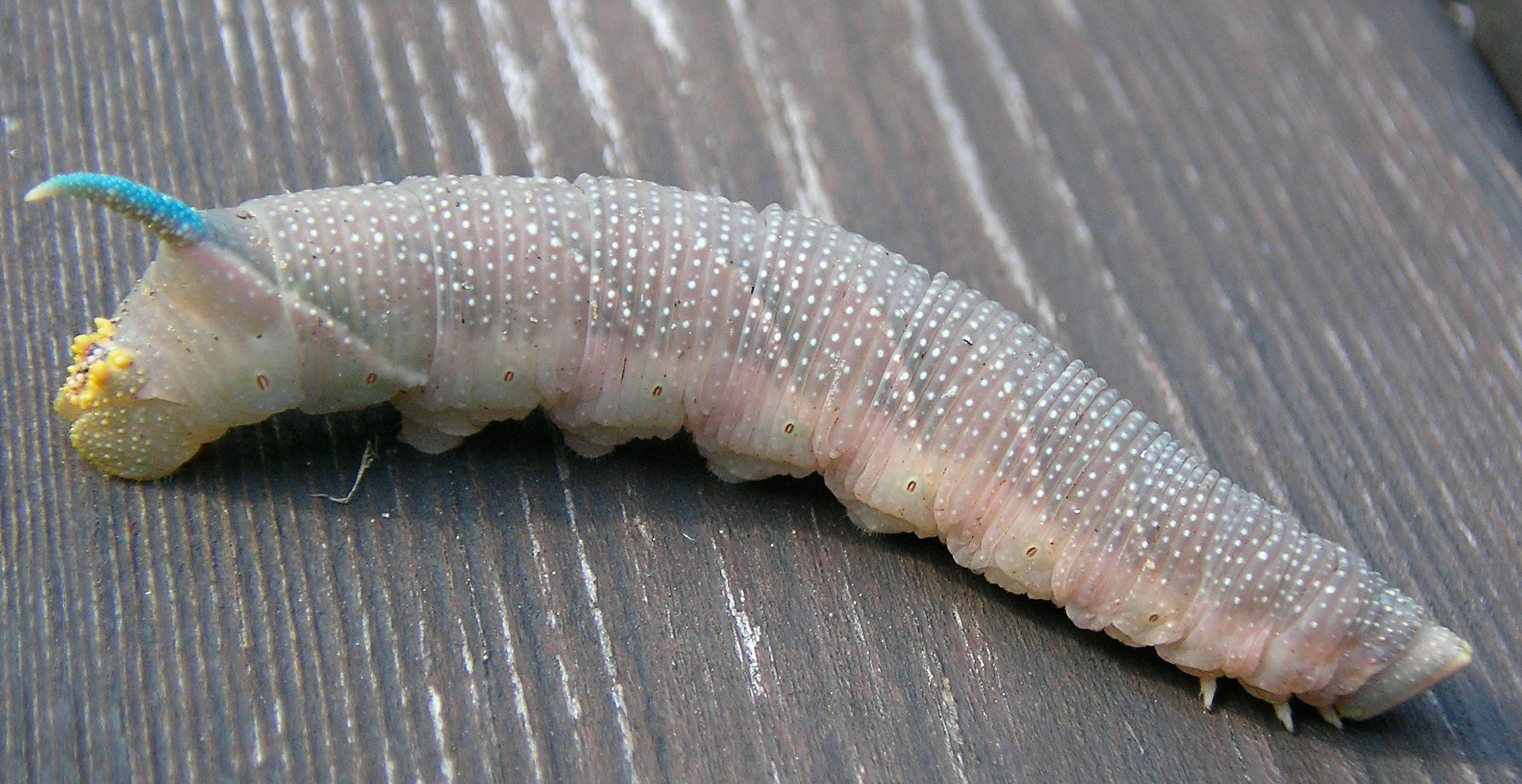
Housenka před kuklením (dobře patrný je žlutý štítek na anální chlopni)
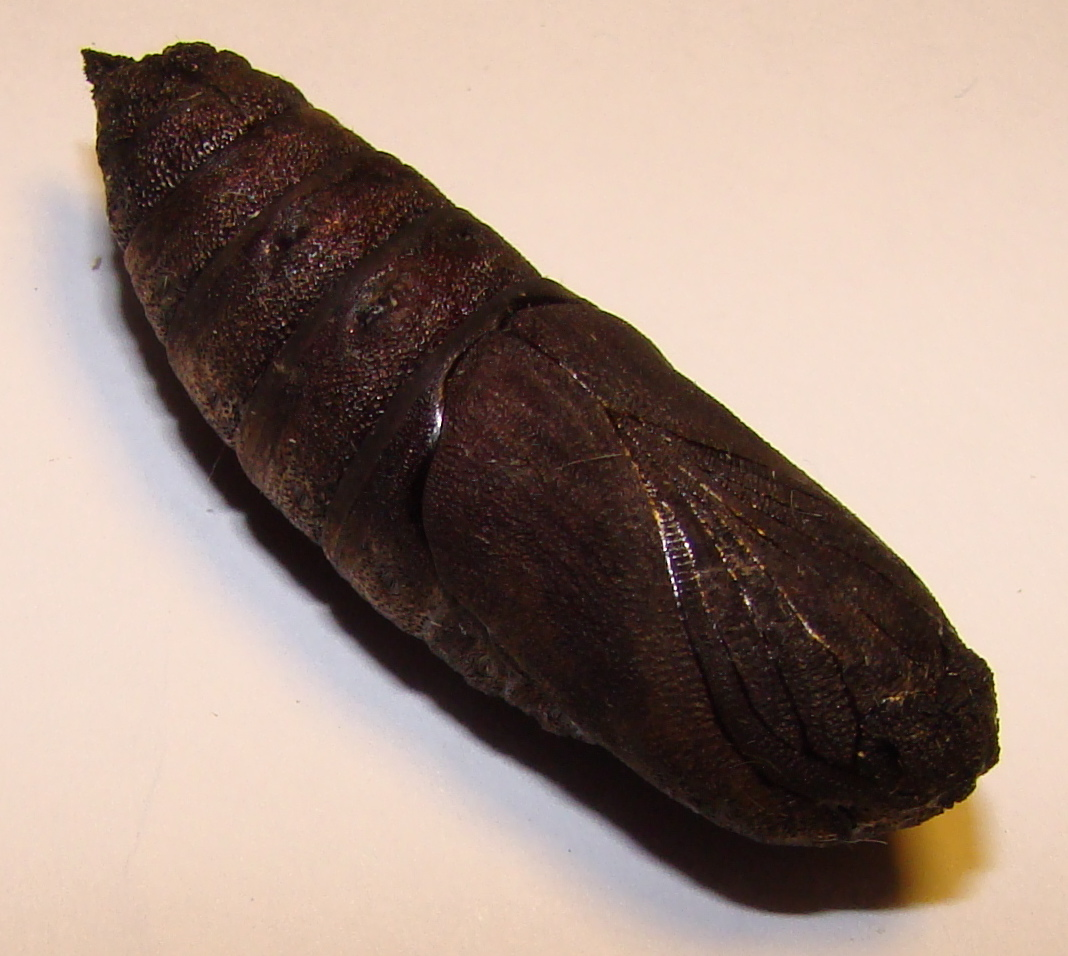
Kukla lišaje lipového